# 鄧克輻射難題
鄧克輻射難題（英語：Duncker’s Radiation Problem），是由格式塔學派心理學家鄧克在1920年構想出來的心理学问题，用以測試人類的問題解決能力:63。這個問題啟發了不同認知心理學的研究，例如教導小朋友應用學校的知識在日後的生活上、创造力背後的心理機制、如何訓練出具有人工智能的機器。日常有不少東西都會用到類推（英語：Analogy）來加速人類的思考，如英國醫生威廉·哈維將血液循環的過程類比成水泵抽水，簡單化成一個科學卻有效的生理模型。在1983年，兩位美國心理學家合作應用了這個鄧克輻射難題，研究並測試類比式思考（英語：Analogical Thinking）如何幫助人們學習新事物，以及理清人們何時才留意訓練情景與現實環境相關性。

## 實驗概覽
實驗的設計主要基於以下這個鄧克輻射難題:5:307:334：
假如你是一個醫生，遇到一個有惡性腫瘤的病患需要接受放射線治療。如果用很強的放射線，雖然可以殺死腫瘤，但體內的健康細胞也會受到破壞；如果改為使用比較弱的放射線，雖然不會影響健康細胞，但又不能殺死腫瘤。在這個情況下，請問可以怎麼做？

實驗还给受试者提供了不同的小故事，用以測試这些故事如何影響他们想出答案。其中一個故事是將軍攻城:351-3：將軍把軍隊分成幾個小隊，從不同的地方出發。以下是將軍攻城故事的基本版本:97。
一個小國家有一個獨裁者，住在一個固不透風的城堡中。城堡是在國家心臟地帶，附近有一些田地及村落，有很多路可以通往該城堡，一個反叛將軍想去城堡那裏去討伐該獨裁者。他召集他的大軍去到其中一條路前，準備大殺一場。他知道他的大軍如果一次過去參與討伐就一定能成功歸來。但是，他收到消息指獨裁者一早在所有路上埋下了不少地雷。因為要方便自己的軍隊及工人，這些地雷設計成幾個人走過沒有問題，而多人走過就會引爆它們。最重要問題是，如果真的引爆了，映及的不只路，還會破壞附近的村落。所以，反叛將軍暫時停下來再思索一下。幸好，他修改一下計劃。他改為將大軍分組，各自一小組去包圍城堡。當所有士兵包圍好城堡，反叛將軍一聲令下，成功將城堡拿下並除去了獨裁者的寶座。
第二個故事是消防員使用多支水管撲滅大火。实验员也写下了解答難題的原理：「分散力量，再聚合到同一個目標」。随后给每個學生分一疊工作紙，纸的最後一頁写着輻射難題，但不同分组的前面幾頁纸的內容不一样：一半的人工作紙裡會概括地提示，故事与醫生的問題「有關」，另外一半则沒有提示。然后比較這些不同如何影響學生解題。下表是成功想出輻射難題解答的學生比例:4：
| 百分比           | 給予提示 | 沒有提示 |
| ---------------- | -------- | -------- |
| 沒有軍隊例子     | 28       | 18       |
| 只有軍隊例子     | 32       | 29       |
| 軍隊及消防員例子 | 62       | 52       |

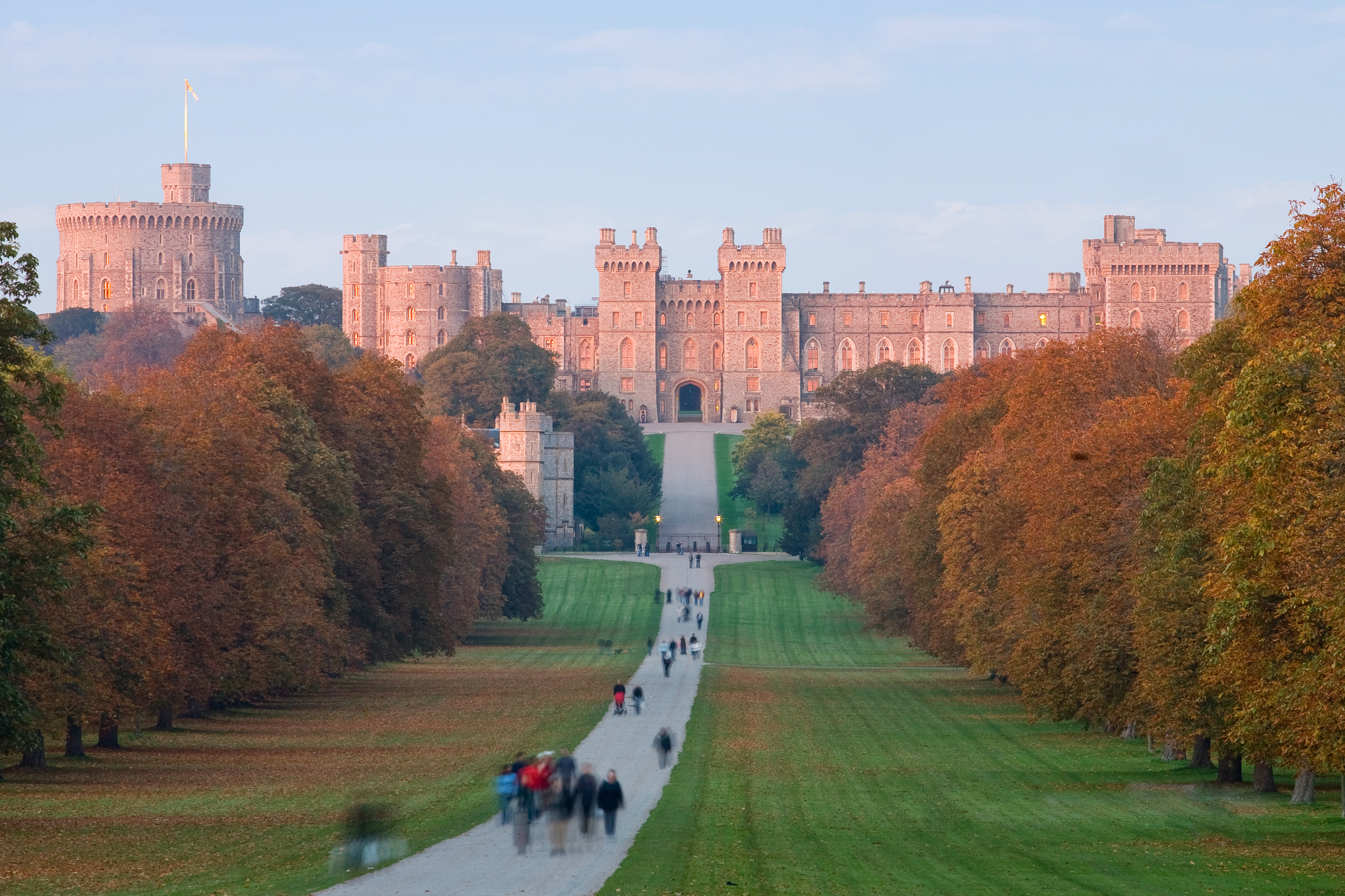
分散兵力包圍城堡來捉拿獨裁者

與沒有提示的對照組學生相比，看完2個故事後想出答案的學生人數足足多出1倍，至於看了2個故事但不给提示的學生，也比看1個例子而且讀了原理的學生表現更好。第2點乍聽之下似乎不合理，事實上，說明原理、輔以1個例子仍能幫助理解問題（故事本身就是一個小線索:348）。但問題是，理解觀念不代表知道怎麼運用。說明原理加上1個例子之所以不夠好，是因為學生不知道原理還能應用在哪些情況中。问题的答案是——从多個角度同時使用較弱的放射線，就可以殺死腫瘤而不影響健康細胞。那些讀到原理、學會從許多條小路聚集攻城的學生，不知道原來這個原理還能運用在其他情境，而看到2個例子的學生則知道原理可以用在多種情況。雖然實驗員沒有指明如何應用故事到醫生問題，但當問題相關性強調出來，引導注意力在適當的地方上，學生就很自然想出到治病的方法:314:7。
之後的跟進實驗要求另一組受試者「背」下獨裁者的故事，但沒有提示故事的用途，結果還是不能提升成功作答率:348，说明無法應用故事不是因為“忘记了故事”。另外，實驗組的受試者雖然在答題前得到提示，但因為告知這個提示只是「故事」，這種提示誤導受試者，限制了思考，阻礙了之後的應用:12。总之，類比的作用在解決問題上很顯著。
在認知心理學中，表面特徵（Surface features）是指不同故事間的相似物；而結構特徵（Structural features）指的是問題背後的機制。這兩個問題可以總結成:165-7：
1. 留意：原本已解決問題稱為來源（source）而想解答的問題，即目標（target）
2. 對應：將來源問題對應（mapping）到想解答的問題目標（target）
3. 應用：想出一個等同的方案去用去想解答的問題中

| 問題     | 領域 | 表面特徵                | 結構特徵                         | 最終目標       |
| -------- | ---- | ----------------------- | -------------------------------- | -------------- |
| 來源問題 | 軍事 | 資源：士兵 針對：獨裁者 | 大批軍隊前往城堡會令附近村落受害 | 倒戈一個獨裁者 |
| 目標問題 | 醫學 | 資源：放射線 針對：腫瘤 | 大量射線照入體內會令周邊組織受損 | 去除去一個腫瘤 |

從上表中可以看到，即使2個問題的領域完全不同，但是大部分的元素都可一對一對應。問題的方法大約都是用大量力量去解決核心目標。在原本的實驗中，其實軍事的類比也限制了人如何思考更多的新的方法，例如鄧克提供開放式答案:308有，減少射線與健康組織接觸、先令惡性腫瘤更易受射線影響等解決方法。學習需要排除內容上的障礙，才能正向轉移至其他範疇身上。
專家通常會考慮更多結構特徵，例如元素與問題間的因果關係。但普通人大多只留意與解決方法無關的事物，如元素如何表達出來。例如其他學者研究為何有些學生雖然明白一些物理知識的邏輯，但當問題換一換問法時不能應用出來。這是因為學生們沒有真的明白到書上的例子與考試問題之間結構特徵。解決方法就是老師提供更多類比的問題（analogical transfer），讓學習者領悟問題背後的結構特徵:108。

## 教育應用

### 如何表達一個問題
問題的定義是指目前情況與欲達目標之間有一些阻礙，而且沒有即時方法去排除這些障礙:269。通常很難的。用一個已解決的問題來應用於其他相似的問題上，作為一種捷思法:37，這種歸納技巧可以幫助解決問題。在文學上，這種方法稱為比喻。
如棋盤問題稱作肢解國際象棋盤問題（英語：mutilated chessboard problem）。所羅門·格倫布，以及雜誌《科學人》的專欄作者马丁·加德纳都曾提到此問題：一個標準的8x8格國際象棋橫盤，對角的2個方块被移除，餘下62個方塊。可不可以用31個完整的2x1格骨牌，來拼凑成餘下的62个方塊的形状呢？:279。
心理學家將問題改成棋盤上格子改成不同樣子。不同的測試組分別是所提供的訊息有多少。類似眼動追蹤，透過使用出聲思維法（英語：Think-aloud procedure），心理學家讓受試者邊思考邊讀出自己當刻的想法（如正看著那個部分），用來理解人如何，最重要何時留意問題中不同元素。
1. 標準國際象棋盤
2. 只有格子，沒有顏色或文字
3. 只有格子，但格子印上「黑色」或「粉紅色」（像右圖棕色與淺黃色）

圖表化鄧克輻射難題，用多個較少功率的射線來代替一個集中高強度射線

4. 只有格子，但格子寫上「麵包」或「牛油」

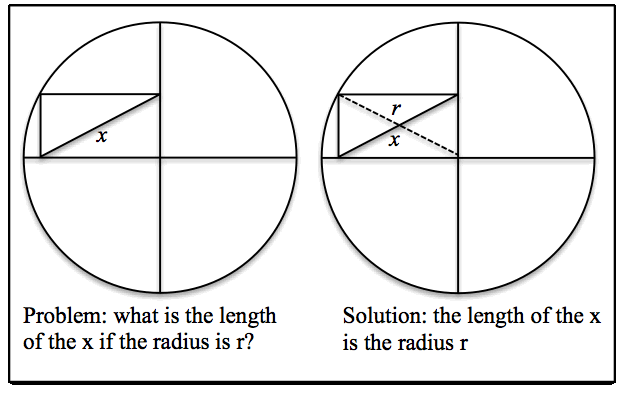
換個角度就能求出的數值

麵包與牛油組最能突出2個元素的分別。2個元素雖然不同，卻互相聯繫。而淨格子組提供很少資料去啟發受試者去想出答案。當實驗將同一個問題改成另一個表達方式時，受試者想到答案的機會大幅增加。善用類比，受試者改閱讀以下的婚姻問題（註：以當時的社會背景只考慮異性婚姻）。答案就很變得很明顯，就是村的媒人不能撮合31對婚事。
在一個俄羅斯的小村落，有32個未婚的適齡女住民。村的媒人很努力終於成就了32對幸福的婚姻。但在婚禮舉行之前的一晚，2個單身漢賭那個人有更好的酒量，最後他們兩個都飲酒過量致死。媒人因而很苦惱，究竟餘下62個人還可不可以撮合31對婚事呢？
棋盤與婚姻問題在抽象層面上（結構特徵）大致都是一樣，如果問題改成抽走2種顏色而不是原本對角的同色方塊，那就會大大增加解答的難度。或者在上述輻射難題與軍隊的例子，輻射問題改為要取出而非消除腫瘤，就會令問題間較難去對應得到:293。

### 理解問題結構的策略
不同的說明方法都可以增加洞察力。老師或教練的引導，可以幫助到學習者理解問題。例如在教導統計學的假設檢定，教授會一步一步去教學生，好像先計出分別觀察值、假設值，到最後到比較拒絕域來達出答案。學生理解每一個部分的義意後，就之後更容易掌握不同統計方法。另外，老師也可以向學生展示更多例題，問他們不同解法的相似性:11:108。還有，在原本實驗中（第2個）中，及其他用了相同的輻射難題的𧗠生實驗，也發現如果單靠加上一些靜態圖表，像是一個小提示，就能直率地視覺化整個問題而令成功解答率提升，而動畫的效果就最大。換言之，把問題變成「看得到」也可以幫助解題:281，因為視覺化的類比例子能提供學習者一個實在的東西去思考一些抽象的問題。不過如果學習者對所提供的類比不太熟識，可能會導致誤解目標問題，如用細胞類比成工廠，學生可能會理解細胞只有很少出入口工廠而非多個工作部分合成的地方。學習者或不能明白某類比自身的局限性。另外，實驗也討論學習者讀出學習的過程（self-explanations）:177，能幫助留意到一些關鍵部分。

## 參看
- 功能性固化與蠟燭問題：工具本身的用途限制了人們解決問題的現象
- 認知靈活性
- 思維
- 知識表示
- 類比與比喻
- 設計思考
- 範例效應
- 一畫勝千言